# Überzählige Harnröhre
Eine überzählige Harnröhre (lateinisch Urethralduplicatur) ist eine sehr seltene Fehlbildung der Harnröhre (Urethra) mit Vorliegen einer vollständigen – oder häufiger – teilweisen Anlage einer zweiten Harnröhre (Akzessorischer Ductus paraurethralis).
Meist existieren auch mehrere Mündungen der Harnröhre (Ostium urethrae externum), wobei eine Verdopplung am häufigsten vorkommt.

## Verbreitung
Es handelt sich um eine sehr seltene, meist beim männlichen Geschlecht auftretende Fehlbildung. Bis zum Jahre 2000 wurde über etwa 200 Betroffene berichtet.
Ein Auftreten auch bei der weiblichen Harnröhre wurde beschrieben.

## Ursache
Die Ursache der embryologischen Entwicklungsstörung ist bislang nicht bekannt.

## Einteilung

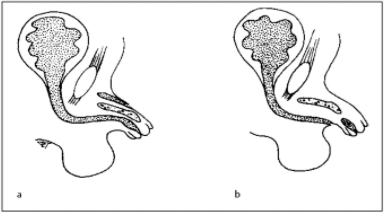
Urethralduplikation Typ 1 mit blind endender Urethra (a), Epispade Lokalisation der akzessorischen Urethra (b). Die akzessorische Urethra mündet am Loco typico, die funktionelle Urethra liegt hypospad.

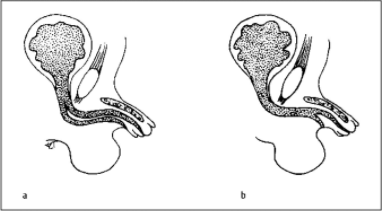
Urethralduplikation Typ IIa. Komplette Duplikation mit hypospader Mündung der Urethra (b) Hypospade Urethra erscheint kurz.

Neben einer einfachen Einteilung nach Anzahl vorliegender Anlagen in „Duplikation“, „Trifurkation“ oder „Quatrupikation“ sind mehrere Typisierungen vorgeschlagen worden.
Den Abbildungen liegt folgende Typisierung zugrunde:
- Typ 1 blind endende überzählige Urethra
  - (a) epispade Lokalisation der akzessorischen Urethra
  - (b) die akzessorische mündet an normaler Stelle (loco typico), die funktionelle Urethra hypospad
- Typ 2 komplette Duplikatur, beide Harnröhren verlaufen innerhalb des Penisschaftes
  - (a) von normaler Länge
  - (b) von kurzer Länge
- Typ 3 komplette Duplikation mit funktioneller Urethra und außerhalb des Penisschaftes mündender Harnröhre
- Typ 4 Duplikatur mit partieller oder kompletter kaudaler Duplikation mit zweiter Harnblase und eigener Ableitung (epispad)

Mitunter werden die beschriebenen Typen 2+3 zu einem zusammengefasst.
Die wohl verbreitetste Klassifikation ist die von Effmann aus dem Jahre 1976.
- Type I blind endend, unvollständige Gangbildung
  - (a) distale Öffnung ventral oder dorsal ohne Verbindung zur Urethra (häufigste Form)
  - (b) proximal aus der Urethra abgehend, blind endend
- Type II Komplette durchgängige Doppelung
  - (a-1) zwei separate Urethrae ohne Verbindung untereinander aus der Harnblase entspringend
  - (a-2) zweiter Kanal entspringt der Urethra und läuft zu eigenem Meatus (parallel) oder Y-förmig von hypospad bis rektal mündend
  - (b) ein Meatus, 2 Urethren vereinigen sich zu einem Endstück
- Type III Blasenduplikation mit gedoppelter Ableitung

## Klinische Erscheinungen
Je nach vorliegender Form (Typ) kann diese Harnröhrenanomalie entweder völlig frei von Symptomen bleiben, jedoch auch zu Harnwegsinfekten, zur Inkontinenz und zur Ablenkung oder Spaltung des Harnstrahles führen.

### Überzählige epispade Harnröhre
Bei einer kompletten überzähligen Harnröhre besteht durch die fehlende Schließmuskelanlage (Fehlen des Musculus urethralis) eine Harninkontinenz. Ist nur eine inkomplette doppelte Harnröhre (auch Blindkanal genannt) vorhanden, treffen sich beide Harnröhren und ein doppelter Urinstrahl mit Kontinenz entsteht. Auch eine proximal blind endende Urethra ist häufig.

### Überzählige hypospade Harnröhre
Hierbei handelt es sich um eine doppelte ventrale Harnröhre, die entweder komplett oder inkomplett angelegt ist. Hierbei existiert ein breites Spektrum der möglichen Formen, möglich ist etwa ein Blindkanal oder eine in den Anus mündende zusätzliche Harnröhre.

### Überzählige laterale Harnröhre
Sowohl bei Jungen als auch bei Mädchen ist eine laterale Vervielfachung der Harnröhre möglich, wobei gegebenenfalls auch eine Verdoppelung der Genitalien auftreten kann. Ist dies der Fall, tritt sie häufig auch in Kombination mit einer abnormen Aufweitung (Diastase) der Schambeinfuge sowie mit einer Analastresie auf.

### Überzählige sagittale Harnröhre
Ausschließlich bei männlichen Individuen tritt eine sagittale Vervielfachung der Harnröhre auf. Dabei ist auch eine zusätzliche Epispadie oder Hypospadie möglich.

## Diagnose
Die Diagnose ergibt sich mitunter als Zufallsbefund, häufiger aufgrund klinischer Hinweise.
Bildgebend erfolgt die Diagnosesicherung durch Miktionszystourethrogramm oder retrograde Urethrographie, Urethrozystoskopie oder auch intraoperativer Gabe von Kontrastmittel.

## Differentialdiagnose
Abzugrenzen sind angeborene oder erworbene Urethralfisteln.

## Therapie
Wenn nötig, kann eine Operation durchgeführt werden. Dabei wird die funktionell bessere Harnröhre erhalten und eventuelle Harnröhrendefekte werden korrigiert.